# پایه‌گیر لامپ

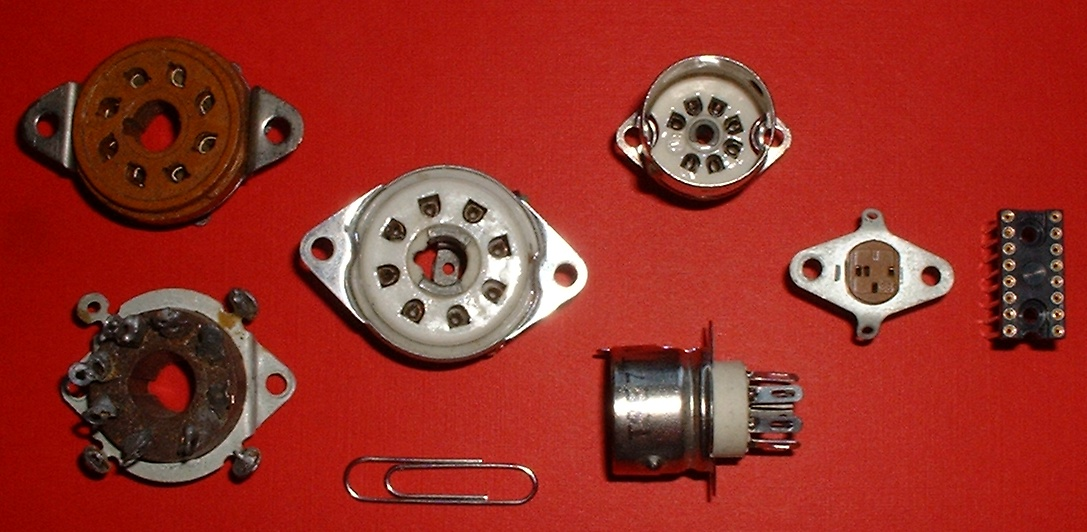
چپ به راست: پایه‌گیرهای هشت‌تایی (نمای بالا و پایین)، پایه‌قفلی و مینیاتوری (نمای بالا و کنار). یک پایه‌گیر ترانزیستور اولیه و یک پایه‌گیر مدار مجتمع برای مقایسه گنجانده شده‌اند.

پایه‌گیر لامپ یا سوکت لامپ پایه‌گیرهای الکتریکی هستند که لامپ‌های خلاء را (لامپ الکترونیکی) می‌توان در محل و ارائه پایانه‌ها متصل نگه‌شان داشت، که می‌تواند برای هر یک از پین به مدار لحیم شود. پایه‌گیرها به گونه‌ای طراحی شده‌اند که لامپ‌های خلا فقط در یک جهت قرار گیرند. آن‌ها در بیشتر تجهیزات الکترونیکی لامپی مورد استفاده قرار می‌گرفتند تا امکان حذف و جایگزینی به آسانی فراهم شود. هنگامی که تجهیزات لامپی متداول بود، خرده فروشان از جمله داروخانه‌ها آزمایش‌کننده‌های لامپ خلاء را داشتند و لامپ‌های جایگزین فروخته می‌شدند. برخی از لامپ‌های نیکسی نیز برای استفاده از پایه‌گیرها طراحی شده‌اند. 
در طول دوره لامپ خلا، با توسعه فناوری، گاهی اوقات در نقاط مختلف جهان، بسیاری از پایه‌ها و پایه‌گیرهای لامپ متفاوتی مورد استفاده قرار می‌گیرند. پایه‌گیرها عمومی نیستند. لامپ‌های مختلف ممکن است به صورت مکانیکی در همان پایه‌گیر قرار گیرند، اگرچه ممکن است به‌درستی کار نکنند و احتمالاً آسیب ببینند. 

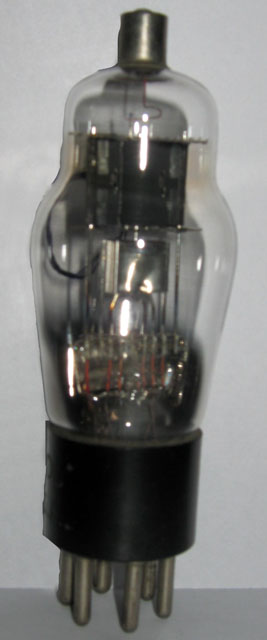
لامپ 75 از دهه 1930 با پایه UX-6 و درپوش شبکه در بالا